# متلازمة بروك
تتميز متلازمة بروك بأنها مزيج من اعوجاج المفاصل الخلقي المتعدد وتكون العظم الناقص. كِلا المرضين غير شائعين، والتزامن نادر للغاية مما يجعل من الصعب إجراء البحوث حول متلازمة بروك. يُعتقد أن متلازمة بروك هي نوع غير نموذجي من تكون العظم الناقص، ويشبه النمط الثالث منه بشكل أساسي في حال لم يكن مرضًا منفردًا مختلفًا عنه. لا تُشاهد نفس الطفرات الجينية المتعددة المرتبطة بتكوين العظم الناقص في متلازمة بروك. ينتمي العديد من الأفراد المصابين إلى نفس العائلة، وتدعم بيانات نسب الحدوث أن المرض ينتقل بالوراثة الجسدية المتنحية. تتميز متلازمة بروك بمظاهر تقفّع خلقي وهشاشة عظام وكسور عظمية متكررة وتشوهات في المفاصل والأطراف، وحدوث ظفرة وقصر قامة وميلان فقري جانبي حدابي. يعاني المصابين من صعوبات في التنقل واضطراب في الوظيفة الرئوية. يمكن أيضًا أن يترافق مع نقص في محتوى الجسم من المعادن العظمية ومع بلورات هيدروكسيل أباتيت أكبر. تكون تقفعات المفاصل ثنائية الجانب ومتناظرة وموجودة بشكل أساسي على الكاحلين. لا تؤثر متلازمة بروك على الذكاء أو الرؤية أو السمع.

## الوراثة
تختلف وراثة متلازمة بروك عن وراثة تكون العظم الناقص. ينطوي تكون العظم الناقص على طفرات جسمية سائدة في العمود 1A2 الذي يشفر البروكولاجين من النمط الأول. ارتبطت متلازمة بروك بحدوث طفرات في جينين، وبالتالي فهي تنقسم إلى نوعين. تحدث متلازمة بروك من النوع الأول بسبب طفرة متماثلة الزيجوت في جين FKBP10. يحدث النوع الثاني بسبب طفرة متماثلة الزيجوت في جين PLOD2.

## الآلية
النوع الأول يشفر FKBP65، وهو إيزوميراز مرتبط ببتيد البرولايل سيس/ترانس إيزوميراز (Pplase) ضمن الشبكة الإندوبلازمية، والذي يعمل كمرافق في التخليق الحيوي للكولاجين. يسبب عوز بانيات العظم الذي يحدث في سياق FKBP65 تراكم لترسبات البروكولاجين في الشبكة الإندوبلازمية مما يقلل من قدرتها على تكوين العظام. إضافة لذلك يوجد عند مرضى متلازمة بروك من النوع الأول بقايا اللايسين منخفض الهيدروكسيل في تيلوببتيد الكولاجين؛ ونتيجة لذلك تتدنى مستويات آصرة هيدروكسي اليسيليبيريدينولين المتصالبة.
يشفر النوع الثاني الإنزيم ليزيل هيدروكسيلاز 2 الذي يحفز إدخال عنصر الهيدروكسيل إلى بقايا الليسين في آصرة الكولاجين المتصالبة. يُعبر عن هذا الإنزيم (PLOD2) بشكل أكبر في بانيات العظم النشيطة لأن آصرة الكولاجين المتصالبة توجد فقط في الأنسجة. تغير الطفرة في PLOD2 بنية تيلوببتيد هيدروكسيلاز مما يمنع تكوين ألياف الكولاجين من النوع الأول. يظهر تحليل العظام أن بقايا اللايسين من التيلوببتيدات في النوع الأول من الكولاجين تحتوي على زمر هيدروكسيلية.

## التشخيص
يجب أن نميز أثناء تشخيص متلازمة بروك وجود تقفعات وهشاشة هيكلية. تُستخدم الموجات فوق الصوتية لتشخيص الحالة قبل الولادة. يشبه المرض عند الولدان اعوجاج المفاصل الخلقي المتعدد، وفي مرحلة الطفولة تكون العظم الناقص.

## التدبير
لن توجد طريقة لمنع حدوث المرض قبل إجراء المزيد من الدراسات الجزيئية والسريرية. تكون العلاجات موجهة للتخفيف من الأعراض، ولعلاج المرض من المهم تشخيصه بشكل صحيح. العلاج العظمي وتدبير الكسور أمر ضروري لتقليل شدة الأعراض. تُعتبر أدوية البيسفوسفونات علاجًا فعالًا أيضًا.

## التاريخ
كانت الحالة الأولى في عام 1897 لذكر وصفه بروك بأنه يعاني من هشاشة العظام وتقفعات عظمية. يرجع الفضل إلى بروك في الوصف الأول وتسمية المرض.